# Dominique Cardona
Pour les articles homonymes, voir Dominique et Cardona.
Dominique Cardona, née en 1955 en Algérie est une réalisatrice, productrice et scénariste algérienne.

## Biographie
Dominique Cardona a co-réalisé tous ses films en duo avec Laurie Colbert sa partenaire.

## Filmographie
| année | film                                 | réalisatrice | productrice | scénariste | notes                      |
| ----- | ------------------------------------ | ------------ | ----------- | ---------- | -------------------------- |
| 1992  | Thank God I'm a Lesbian              | Oui          |             |            | documentaire               |
| 1995  | These Shoes Weren't Made for Walking |              | Oui         |            | court métrage documentaire |
| 1997  | My Feminism                          | Oui          |             |            | documentaire               |
| 1999  | Below the Belt                       | Oui          |             |            | court métrage              |
| 2007  | Finn's Girl                          | Oui          | Oui         |            | long métrage               |
| 2012  | Margarita                            | Oui          | Oui         | Oui        | long métrage               |
| 2017  | Keely and Du                         | Oui          |             | Oui        | long métrage               |